# Parklife
Parklife je v pořadí třetí album anglické skupiny Blur. Album vyšlo v roce 1994.

## Informace o albu
Ačkoli bylo album ve Velké Británii velmi úspěšné, v USA byla deska propadákem. Na desce skupina také experimentovala s různými prvky například jazz nebo punk.
V roce 1998 skončilo album v anketě časopisu Q o nejlepší album všech dob na dvacátém místě.

## Seznam písní
1. "Girls & Boys" – 4:50
2. "Tracy Jacks" – 4:20
3. "End of a Century" – 2:46
4. "Parklife" – 3:05
5. "Bank Holiday" – 1:42
6. "Badhead" – 3:25
7. "The Debt Collector" – 2:10
8. "Far Out" – 1:41
9. "To the End" – 4:05
10. "London Loves" – 4:15
11. "Trouble in the Message Centre" – 4:09
12. "Clover Over Dover" – 3:22
13. "Magic America" – 3:38
14. "Jubilee" – 2:47
15. "This Is a Low" – 5:07
16. "Lot 105" – 1:17

## Umístění
| Hitparáda      | Umístění |
| -------------- | -------- |
| Velká Británie | 1        |